# Yenidze
L'ex fabbrica di sigarette Yenidze è una delle attrazioni architettoniche della città di Dresda, in Germania. L’edificio si trova sulla Weißeritzstraße al margine orientale del quartiere di Friedrichstadt, non lontano dal Internationales Congress Center Dresden, il palazzo dei congressi di Dresda. Esempio di architettura neomoresca progettato dall’architetto Martin Hammitzsch nel 1907 e realizzato dal 1907 al 1909, la Yenidze ha un'altezza totale di 62 metri ed è oggi utilizzata come edificio per uffici.

## La fabbrica
Agli inizi del 1900, l'imprenditore Hugo Zietz, proprietario della Orientalischen Tabak- und Cigarettenfabrik Yenidze (ossia “Fabbrica di tabacco orientale e sigarette Yenidze”), fondata nel 1886, importava tabacco turco per le sue sigarette (incluso il marchio  Salem) dall'area di coltivazione di "Yenice" (quest’ultimo era il nome turco della piccola città di Genisea, nell'odierna Grecia settentrionale, allora ancora appartenente all'Impero ottomano). Tale tabacco, conosciuto con il nome di Yenidze, o Yenidje, coltivato nella zona delle odierne unità periferiche greche di Xanthi e Drama e delle città turche di Smirne e Samsun, era considerato il più mite, il più aromatico e speziato dei tabacchi utilizzati per la produzione di sigarette. La rapida espansione dell’industria delle sigarette dell’inizio del XX secolo, portò Zietz alla decisione di costruire una nuova fabbrica sul terreno che aveva acquisito nel 1907, in un sito scelto perché vicino sia al fiume Elba che al centro della città. Come da richiesta dello stesso Zietz, l’edificio, a cui fu dato il nome di Yenidze, riprendendolo direttamente da quello del sopraccitato tabacco, fu costruito con un’architettura ispirata a quella delle antiche moschee, sia per soddisfare l’ammirazione per l’architettura religiosa orientale dell’imprenditore che per pubblicizzare il pregiato luogo di origine del tabacco.
La fabbrica rimase di proprietà di Hugo Zietz fino al 1924, quando questi la vendette alla Reemtsma GmbH, un’altra produttrice di sigarette tedesca. Durante la seconda guerra mondiale, l'edificio fu gravemente danneggiato dal celebre bombardamento aereo della città attuato da Regno Unito e Stati Uniti d'America tra il 13 e il 15 febbraio 1945. Nel dopoguerra la fabbrica fu ripristinata, con i lavori di ricostruzione che furono anche descritti nel film del 1963 Karbid und Sauerampfer, di Frank Beyer, e dal 1953 fu utilizzato dal VEB Tobakkontor, che importava sempre tabacco Yenidze, per lo stoccaggio del tabacco non lavorato e di altre materie prime destinate alle fabbriche di sigarette della Repubblica democratica tedesca. Dopo la caduta del muro di Berlino, l'edificio passò nuovamente di proprietà e fu mantenuto vuoto per diversi anni, poiché la rimanente industria delle sigarette a Dresda era concentrata nel distretto di Striesen. Infine, negli anni 1990, l’edificio fu nuovamente ristrutturato per essere adibito a uffici e diventare un centro servizi.
Dal 2014 la Yenidze è gestita dall'EB Group, un gruppo di investimenti immobiliari tedesco.

## L’edificio

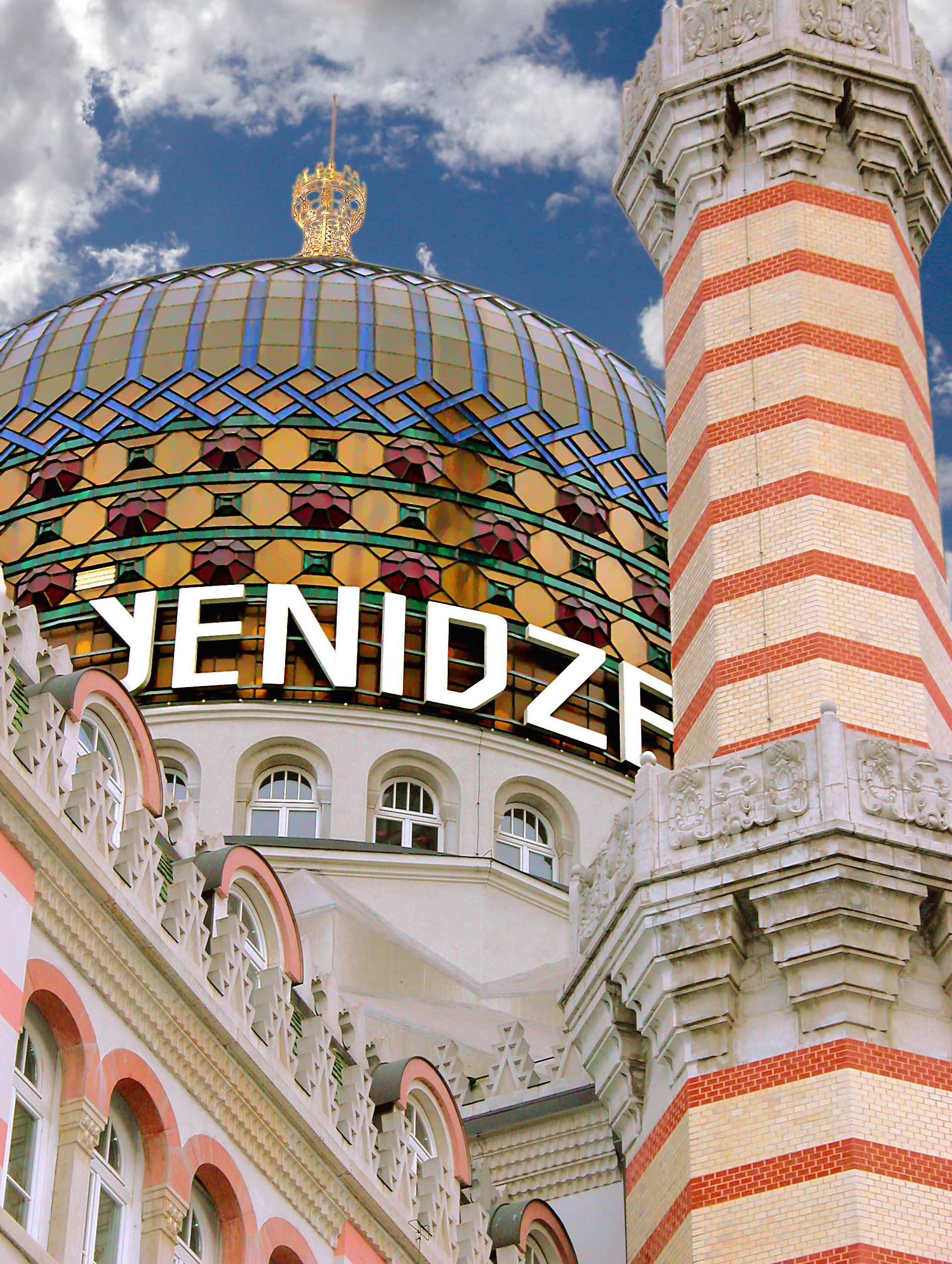
Un particolare della ciminiera e della cupola.

All'inizio del ventesimo secolo a Dresda c'era una regola secondo cui all’interno del perimetro del centro cittadino, a cui apparteneva questa la zona scelta per la realizzazione della fabbrica, non doveva essere eretto alcun edificio industriale che fosse riconoscibile come tale. Per questo motivo, e per la sua già citata ammirazione per l’architettura araba, Zietz decise di costruire sul sito, proprio accanto alla linea ferroviaria e vicino al centro di Dresda, un edificio con i tratti tipici dell’architettura religiosa ottomana in modo da obbedire al sopraccitato criterio e, allo stesso tempo, di realizzare un pezzo unico e identificabile tra le costruzioni cittadine che reclamizzasse la sua Orientalischen Tabak- und Cigarettenfabrik Yenidze. Su suggerimento di Zietz, dunque, l'architetto e, successivamente, cognato di Adolf Hitler, Martin Hammitzsch progettò un edificio in uno stile "orientale" decisamente fantasioso, con una cupola di vetro colorato e il camino a foggia di minareto, che, dall'esterno, appariva come una moschea. Proprio in virtù del suo aspetto, che si dice sia stato ispirato dalla moschea presente nel complesso funerario dell’emiro Khayr Bak del Cairo, l’edificio divenne noto al pubblico anche con il nome colloquiale di "moschea del tabacco".
A Dresda, che era famosa per i suoi edifici storici, in particolare per quelli in stile barocco, il nuovo edificio, costruito nello stile di una cultura completamente straniera e ancora molto poco conosciuta, incontrò un veemente rifiuto da parte degli abitanti, tanto che ci sono diversi aneddoti, della cui veridicità si è però in dubbio, sugli effetti negativi che esso provocò sia al proprietario che all'architetto. Nonostante tutta questa ostilità, però, l'edificio adempié al suo scopo pubblicitario, essendo sulla bocca di tutti e, una volta che l’opinione pubblica si fu finalmente abituata a esso, diventando una vera e propria attrazione.
Come detto, dopo la caduta del muro di Berlino, la Yenidze è stata riqualificata nel 1996 e, da allora, il retro dell'edificio è stato utilizzato per uffici. Nella parte anteriore, invece, è presente il "Dome", un ristorante a cupola con la birreria all'aperto più alta di Dresda, e, direttamente sotto la cupola, da giovedì a martedì si svolgono gli eventi della 1001 Märchen GmbH, il teatro delle fiabe di Dresda. Le fiabe narrate in tali eventi, destinate ai bambini nel fine settimana e ad un pubblico più adulto negli altri giorni, hanno per lo più carattere orientale e spesso prevedono uno spettacolo di danza del ventre.